# Tranquillo Barnetta
Tranquillo Barnetta (Sankt Gallen, Suiza, 22 de mayo de 1985) es un exfutbolista suizo de ascendencia italiana. Generalmente jugaba de extremo pero también ha desempeñado el rol de volante defensivo. Inició y terminó su carrera en el FC St. Gallen y fue internacional con la selección de Suiza.

## Trayectoria
Barnetta comenzó su carrera en el St. Gallen de su ciudad natal y pronto fue requerido por el club alemán Bayer Leverkusen, firmando por éste en enero de 2004. En su primera temporada en Bayer Leverkusen, fue cedido al Hannover 96 y luego regresó a Leverkusen en marzo de 2005.
Luego de sus buenas actuaciones en la Copa del Mundo de 2006 en Alemania, Barnetta poco a poco se ganó un lugar en la escuadra titular del Bayer. La temporada 2008–09 no fue una buena temporada para él pues Bayer acabó en noveno lugar y su cifra de goles marcados se redujo notablemente. En el mercado de transferencias de verano se rumoreó su salida del Bayer pues su lugar en el equipo se vio amenazado con la llegada de Toni Kroos. Sin embargo, logró recuperarse en la temporada 2009–10, anotando un doblete en su segundo juego de la liga y contribuyó a que el equipo quede imbatido en toda la primera mitad de la temporada.
En 2012 es transferido al FC Schalke 04 hasta 2015, luego de haber terminado su contrato con el Bayer Leverkusen.
El 29 de julio de 2015 anunció su fichaje con el Philadelphia Union estadounidense, tras no renovar, y por ende, quedar libre de su equipo anterior, el FC Schalke 04.
En abril de 2019 anunció que pondría punto final a su trayectoria deportiva al finalizar la temporada.

## Selección nacional
En 2004 debutó con la selección de fútbol de Suiza.
Barnetta formó parte del plantel que campeonó en la Eurocopa Sub-17 de 2002 junto a algunos compañeros del seleccionado actual como Philippe Senderos y Reto Ziegler. Fue llamado a disputar la Eurocopa 2004 pero no disputó ningún partido. También participó en la Copa del Mundo de 2006, en donde anotó el segundo gol en la victoria contra Togo en la fase de grupos y falló en la definición por penales ante Ucrania que significó la eliminación del conjunto helvético en octavos de final. El 4 de julio, Barnetta fue nominado al premio al mejor jugador joven del Mundial. Estuvo presente en las eliminatorias al Mundial de 2010 y ayudó a su país a clasificar tras quedar primeros en su grupo. Sin embargo, en el Mundial de Sudáfrica, Suiza quedó eliminada en la fase de grupos.
El 4 de junio de 2011, Barnetta anotó dos goles de tiro libre ante Inglaterra en la clasificación para la Eurocopa 2012.
El 13 de mayo de 2014 el entrenador de la selección de Suiza, Ottmar Hitzfeld, incluyó a Barnetta en la lista oficial de 23 jugadores convocados para afrontar la Copa Mundial de Fútbol de 2014.

### Participaciones en Copas del Mundo
| Mundial                               | Sede         | Resultado        | PJ | Goles |
| ------------------------------------- | ------------ | ---------------- | -- | ----- |
| Copa Mundial de Fútbol Sub-20 de 2005 | Países Bajos | Primera fase     | 3  | 0     |
| Copa Mundial de Fútbol de 2006        | Alemania     | Octavos de final | 4  | 1     |
| Copa Mundial de Fútbol de 2010        | Sudáfrica    | Primera fase     | 3  | 0     |
| Copa Mundial de Fútbol de 2014        | Brasil       | Octavos de final | 0  | 0     |

### Participaciones en Eurocopas
| Eurocopa                | Sede            | Resultado    | PJ | Goles |
| ----------------------- | --------------- | ------------ | -- | ----- |
| Eurocopa Sub-17 de 2002 | Dinamarca       | Campeón      | 6  | 0     |
| Eurocopa 2004           | Portugal        | Primera fase | 0  | 0     |
| Eurocopa 2008           | Austria y Suiza | Primera fase | 3  | 0     |

## Clubes
| Club                         | País           | Año         | Partidos | Goles |
| ---------------------------- | -------------- | ----------- | -------- | ----- |
| St. Gallen                   | Suiza          | 2002 - 2004 | 60       | 15    |
| Hannover 96                  | Alemania       | 2004 - 2005 | 9        | 2     |
| Bayer Leverkusen             | Alemania       | 2005 - 2012 | 229      | 26    |
| FC Schalke 04                | Alemania       | 2012 - 2013 | 33       | 0     |
| Eintracht Frankfurt (cedido) | Alemania       | 2013 - 2014 | 31       | 1     |
| FC Schalke 04                | Alemania       | 2014 - 2015 | 27       | 3     |
| Philadelphia Union           | Estados Unidos | 2015 - 2016 | 45       | 6     |
| FC St. Gallen                | Suiza          | 2017 - 2019 | 65       | 12    |

## Palmarés

### Copas internacionales
| Título          | Selección | País      | Año  |
| --------------- | --------- | --------- | ---- |
| Eurocopa Sub-17 | Suiza     | Dinamarca | 2002 |